# دانشگاه گوته فرانکفورت
دانشگاه گوته فرانکفورت (به آلمانی: Goethe Universität Frankfurt) یک دانشگاه تحقیقاتی دولتی در فرانکفورت واقع در ایالت هسن آلمان است که در سال ۱۹۱۴ میلادی بنیان‌نهاده شده است.
از دانش‌آموختگان برجسته و شناخته شده این دانشگاه می‌توان، ویلهلم گناتسینو، پیتر ایدن، کرنلیوس لانچوش، تئودور آدورنو، رایمر لوست و هورست لودویگ اشتورمر، برنده جایزه نوبل فیزیک (۱۹۹۸) را نام برد.

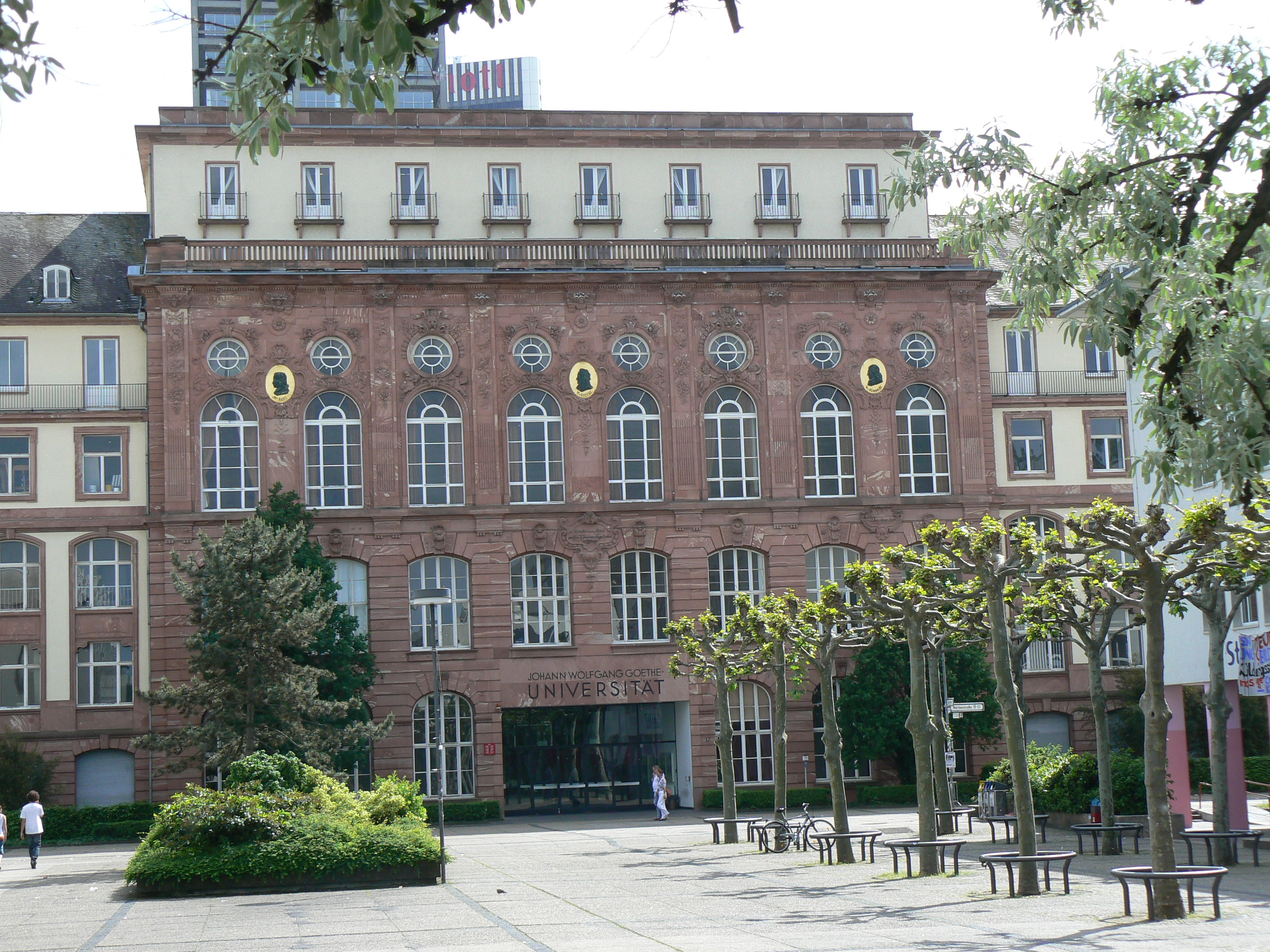
یوگل هاوس در پردیس بوکنهایم

## مشخصات
این دانشگاه دارای ۴ پردیس و ۱۶ دانشکده است.

### پردیس‌ها

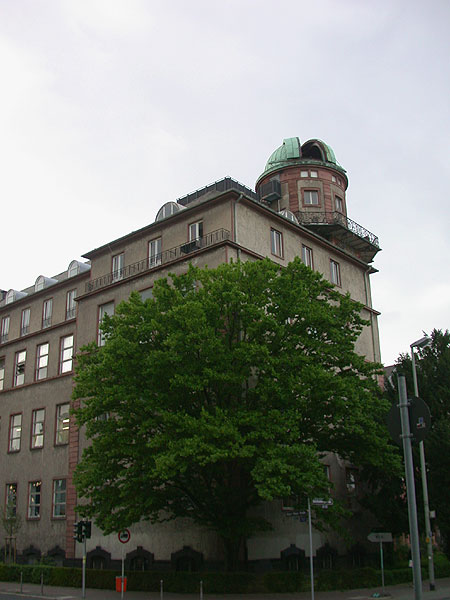
رصدخانه پردیس بوکنهایم

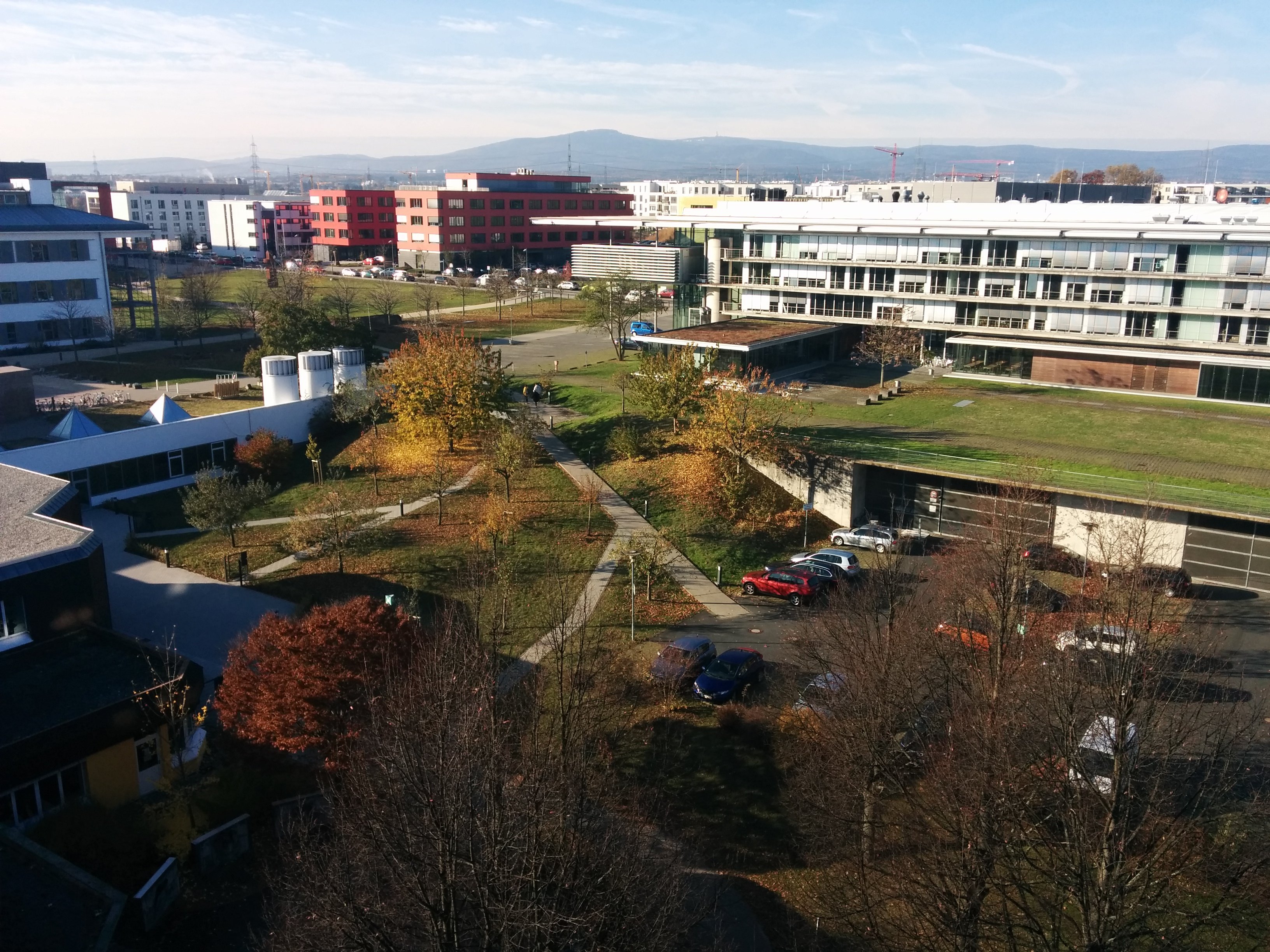
پردیس ریدبرگ

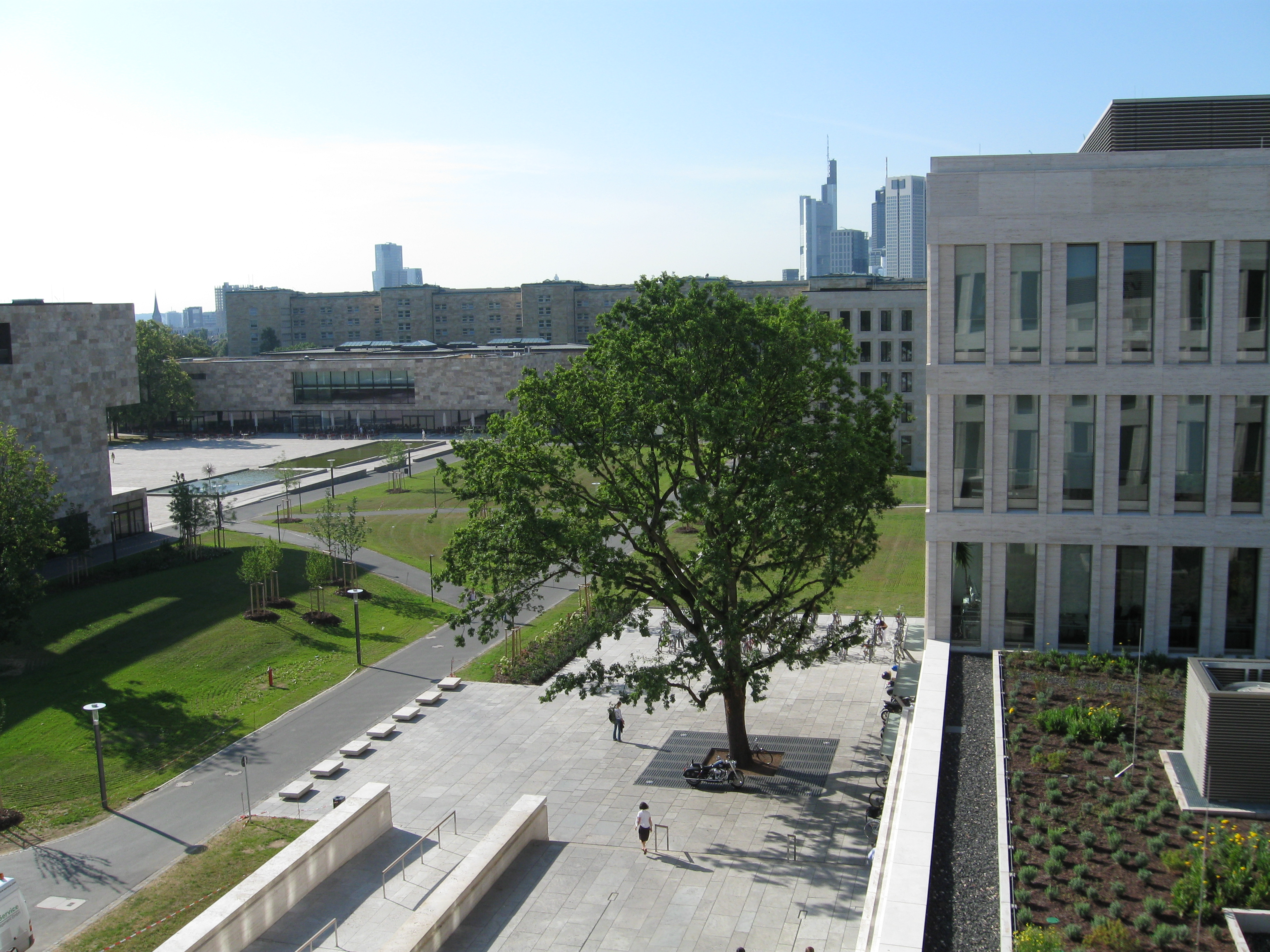
پردیس وستند

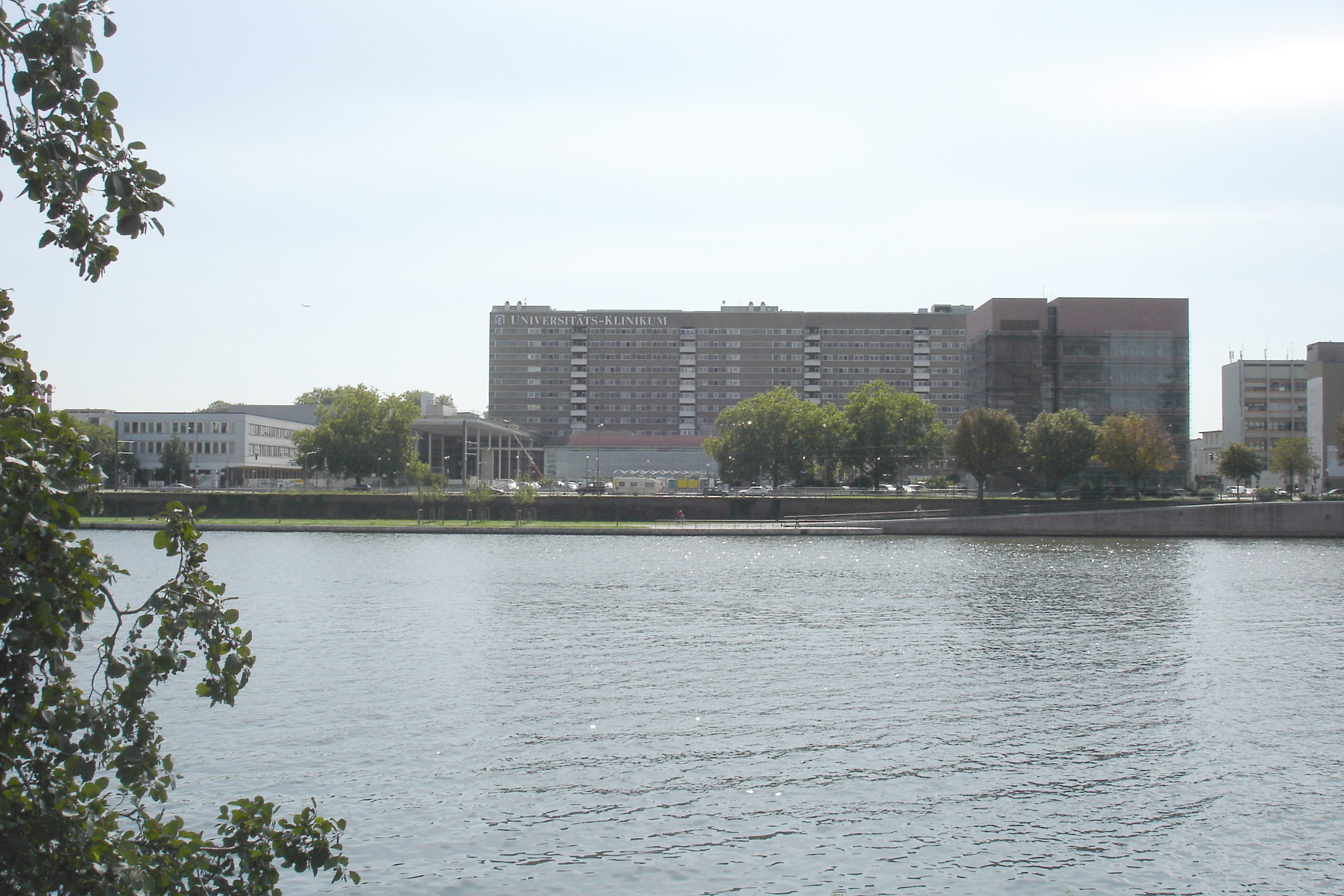
بیمارستان و پردیس نیدرراد در ساحل جنوبی رودخانه ماین

۴ پردیس این دانشگاه به شرح ذیل هستند:
- پردیس بوکنهایم (Campus Bockenheim)
- پردیس ریدبرگ (Campus Riedberg)
- پردیس وستند (در مجتمع پوئلزیگ یا ای گ فاربن هاوس I.G. -Farben-Haus) (Campus Westend)
- پردیس نیدرراد (Campus Niederrad)

### دانشکده‌ها
1. دانشکده حقوق
2. دانشکده علوم اقتصاد
3. دانشکده علوم پرورشی
4. دانشکده علوم اجتماعی
5. دانشکده روان‌شناسی
6. دانشکده الهیات انجیل
7. دانشکده الهیات کاتولیک
8. دانشکده فلسفه و تاریخ
9. دانشکده زبان‌شناسی و علوم فرهنگی
10. دانشکده فیلولوژی
11. دانشکده زمین‌شناسی
12. دانشکده علوم رایانه و ریاضیات
13. دانشکده فیزیک
14. دانشکده زیست‌شیمی، شیمی و داروسازی
15. دانشکده زیست‌شناسی
16. دانشکده پزشکی

## جایزه نقدی دویچه بانک
جایزه نقدی دویچه بانک (Deutsche Bank Prize) از سال ۲۰۰۵ در زمینه اقتصادی و مالی به پژوهشگرانی تعلق می‌گیرد که پژوهش‌های تأثیر گذاری بر روی امور مالی و اقتصاد کلان داشته‌اند و همچنین برای قدردانی از فعالیت کسانی است که نتایج مطالعات آن‌ها تأثیر بسزایی در سیاست و دانش اقتصادی گذاشته باشد.
همچنین برای قدردانی از فعالیت کسانی است که نتایج مطالعات آن‌ها تأثیر بسزایی در سیاست و دانش اقتصادی گذاشته باشد.
این جایزه ۵۰۰۰۰ یورویی به صورت دوسالانه و از طریق مرکز مطالعات مالی (Center for Financial Studies) و مشارکت دانشگاه گوته فرانکفورت اعطا می‌شود.